# Pentanole
Pentanole (auch Amylalkohole von lat. Amylum, Stärke) sind Alkohole mit einer Hydroxygruppe (–OH) und der allgemeinen Summenformel C5H12O. Es gibt acht Konstitutionsisomere, von denen drei chiral sind. Pentanole haben charakteristische Gerüche und sind, bis auf das feste neo-Pentanol (2,2-Dimethyl-1-propanol), farblose Flüssigkeiten mit einer Dichte von 0,81 g·cm−3. Sie sind entzündlich und gesundheitsschädlich beim Einatmen. Einige Pentanole wie 1-Pentanol, 3-Methyl-butan-1-ol und 2-Methyl-butan-1-ol finden sich in Fuselölen und haben schädliche Wirkungen auf den Menschen.
Pentanole finden Verwendung als Lösungsmittel und dienen zur Synthese von Essigsäureamylestern (Pentylacetaten), die als technische Lösungsmittel für verschiedene Kunststoffe und als Geschmacks- und Aromastoffe verwendet werden. So dient z. B. Isoamylalkohol als Lösungsmittel für Fette, Öle und Harze.
2-Methylbutan-2-ol wurde früher unter seiner alten Bezeichnung Amylenhydrat als Schlafmittel verwendet, wird aber schon seit langem nicht mehr als solches genutzt.
Die Oxidation der primären Pentanole (n-Pentanol, Isopentanol, 2-Methyl-1-butanol und Neopentylalkohol) führt zu den Pentanalen und den Pentansäuren. Die Oxidation der sekundären Pentanole (2-Pentanol, 3-Pentanol und 3-Methyl-2-butanol) führt zu den Pentanonen. Die Oxidation des tert-Pentanols zieht eine Zerstörung des Kohlenstoffgerüsts nach sich.

## Struktur und Eigenschaften
| Pentanole               | Pentanole                                                           | Pentanole                                                                         | Pentanole                                                   | Pentanole                                               |                        |
| ----------------------- | ------------------------------------------------------------------- | --------------------------------------------------------------------------------- | ----------------------------------------------------------- | ------------------------------------------------------- | ---------------------- |
| Name                    | Pentan-1-ol                                                         | Pentan-2-ol                                                                       | Pentan-3-ol                                                 | 2-Methylbutan-1-ol                                      |                        |
| Andere Namen            | 1-Pentanol, n-Pentanol, n-Amylalkohol, Pentylalkohol                | 2-Pentanol, sec-Amylalkohol, 2-Pentylalkohol                                      | 3-Pentanol, 3-Amylalkohol, 3-Pentylalkohol, Diethylcarbinol | 2-Methyl-1-butanol, 2-Methylbutylalkohol                |                        |
| Strukturformel          |                                                                     | (chiral)                                                                          |                                                             | (chiral)                                                |                        |
| CAS-Nummer              | 71-41-0                                                             | 6032-29-7                                                                         | 584-02-1                                                    | 137-32-6                                                |                        |
| PubChem                 | 6276                                                                | 22386                                                                             | 11428                                                       | 8723                                                    |                        |
| Summenformel            | C5H12O                                                              | C5H12O                                                                            | C5H12O                                                      | C5H12O                                                  | C5H12O                 |
| Molare Masse            | 88,15 g·mol−1                                                       | 88,15 g·mol−1                                                                     | 88,15 g·mol−1                                               | 88,15 g·mol−1                                           | 88,15 g·mol−1          |
| Kurzbeschreibung        | farblose Flüssigkeiten                                              | farblose Flüssigkeiten                                                            | farblose Flüssigkeiten                                      | farblose Flüssigkeiten                                  | farblose Flüssigkeiten |
| Schmelzpunkt            | −78 °C                                                              | −50 °C                                                                            | −8 °C                                                       | −70 °C                                                  |                        |
| Siedepunkt              | 138 °C                                                              | 119 °C                                                                            | 116 °C                                                      | 129 °C                                                  |                        |
| Löslichkeit in Wasser   | 22 g/l (20 °C)                                                      | 166 g/l (20 °C)                                                                   | 55 g/l (30 °C)                                              | 36 g/l (20 °C)                                          |                        |
| Pentanole (Fortsetzung) |                                                                     |                                                                                   |                                                             |                                                         |                        |
| Name                    | 2-Methylbutan-2-ol                                                  | 3-Methylbutan-1-ol                                                                | 3-Methylbutan-2-ol                                          | 2,2-Dimethylpropan-1-ol                                 |                        |
| Andere Namen            | 2-Methyl-2-butanol, tert-Pentanol, tert-Pentylalkohol, Amylenhydrat | 3-Methyl-1-butanol, Isopentylalkohol, iso-Amylalkohol, Isoamylalkohol Isopentanol | 3-Methyl-2-butanol, sec-Isoamylalkohol, 2-Isopentanol       | 2,2-Dimethyl-1-propanol, neo-Pentanol, Neopentylalkohol |                        |
| Strukturformel          |                                                                     |                                                                                   | (chiral)                                                    |                                                         |                        |
| CAS-Nummer              | 75-85-4                                                             | 123-51-3                                                                          | 598-75-4                                                    | 75-84-3                                                 |                        |
| PubChem                 | 6405                                                                | 31260                                                                             | 11732                                                       | 6404                                                    |                        |
| Summenformel            | C5H12O                                                              | C5H12O                                                                            | C5H12O                                                      | C5H12O                                                  | C5H12O                 |
| Molare Masse            | 88,15 g·mol−1                                                       | 88,15 g·mol−1                                                                     | 88,15 g·mol−1                                               | 88,15 g·mol−1                                           | 88,15 g·mol−1          |
| Kurzbeschreibung        | farblose Flüssigkeiten                                              | farblose Flüssigkeiten                                                            | farblose Flüssigkeiten                                      | farbloser Feststoff                                     |                        |
| Schmelzpunkt            | −8 °C                                                               | −117 °C                                                                           | −117 °C                                                     | 53 °C                                                   |                        |
| Siedepunkt              | 102 °C                                                              | 131 °C                                                                            | 112 °C                                                      | 113 °C                                                  |                        |
| Löslichkeit in Wasser   | 118 g/l (20 °C)                                                     | 30 g/l (20 °C)                                                                    | 53,3 g/l (25 °C)                                            | 40 g/l (20 °C)                                          |                        |